# Gilman, Quận Taylor, Wisconsin
Gilman là một làng thuộc quận Taylor, tiểu bang Wisconsin, Hoa Kỳ. Năm 2006, dân số của làng này là 474 người.